# Бородатая ящерица
Бородатая ящерица, или бородатая агама (лат. Pogona barbata) — вид ящериц семейства агамовые, распространённый в восточной, юго-восточной и южной Австралии.

## Внешний вид
Длина тела без хвоста до 25 см. Имеют крепкое телосложение. Наблюдается половой диморфизм — самцы примерно на 10 см длиннее самок. Туловище уплощённое, покрыто преимущественно мелкими низкими килеватыми чешуйками, налегающими друг на друга, между которыми расположены увеличенные килеватые чешуи. Голова уплощённая, наружный слуховой проход имеется. Ноздри овальные, направлены по бокам. Над ухом, на затылке и за углом рта проходит ряд увеличенных шиповатых чешуй. Горло у взрослых с хорошо выраженной сумкой, напоминающей бороду. Чешуи горла килеватые, а поперёк него проходит ряд увеличенных шипов. Борода агамы становится особенно заметной, когда ящерица раздувает горло и сильно выдвигает вперед горловую складку. В этом ей помогают удлиненные отростки подъязычной кости, которые выпячиваются, когда бородатая агама открывает рот. Брюхо покрыто килеватыми чешуями. Задние ноги имеют длину около 55 % от длины тела и, будучи вытянутыми вперёд, достигают плечевого пояса. На нижней стороне имеется 10—30 преанальных и бедренных пор. Хвост короткий, превышает длину тела примерно в 1,3 раза, на большей части длины округлый в сечении, но у основания умеренно уплощён и по бокам покрыт увеличенными сильно килеватыми или шиповатыми чешуями.
Окраска изменчивая. Верхняя часть тела может быть бледно-серой, светло-жёлтой, коричневой, красновато-коричневой или почти чёрной. С каждой стороны хребта часто проходит по ряду бледных удлинённых пятен, часто сливающих в сплошные параллельные полосы. Взрослые ящерицы могут иметь более или менее однотонную окраску с едва заметным тёмным рисунком. Обычно через глаз проходит тёмная полоса, сверху ограниченная более бледным участком. Губы ярко-жёлтые. Хвост часто покрыт поперечными полосами. Нижняя сторона тела светлая, обычно с тёмными глазками на груди и животе. Горло может быть коричневым или чёрным. При испуге животное светлеет. Борода у самцов также более заметная и темнее по цвету, особенно в брачный период, тогда как у самок она оранжевая или бежевая.

## Распространение
Эндемик Австралии. Обитает на востоке и юго-востоке континента от Кэрнса на юг через Новый Южный Уэльс до центральной части Виктории, а также изолированно в Южной Австралии до юга полуострова Эйр.
Населяет сухие редколесья и склерофитные леса, также встречаясь в сельскохозяйственных угодьях и на урбанизированных территориях где греется на автомобильных дорогах и заборах.

## Образ жизни

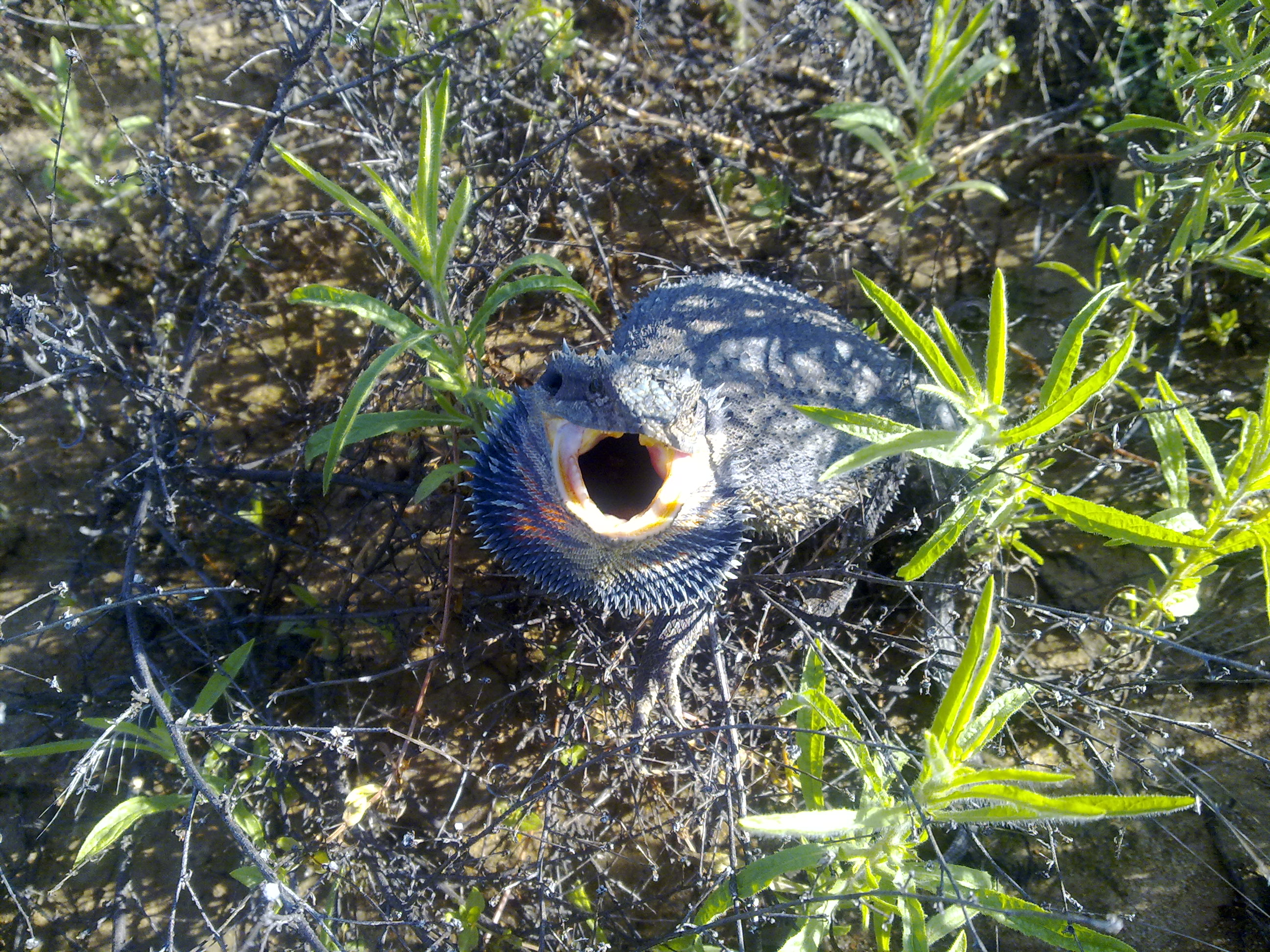
Бородатая ящерица в угрожающей позе

Ведёт полудревесный образ жизни. Активна днём, когда её можно видеть на упавших брёвнах, заборах или по обочинам дорог. Ночью прячется  в норе. У каждой ящерицы есть своя территория, которой та старается держаться.  При опасности бородатая ящерица раздувает горло, при этом горловые складки становятся сильно выступающими и борода топорщится. Также колотит хвостом, делает короткие прыжки, приседает на задних лапах вроде лягушки.

## Размножение
Яйцекладущая ящерица. Самки откладывают 14—26 яиц во влажный песок. В год может быть до трёх кладок. Через 3—3,5 месяца появляются детёныши. Половой зрелости достигают в возрасте двух лет.

## Питание
Считаются всеядным видом, в рацион которых входят мясистые листья растений, цветки, плоды, наземные и летающие членистоногие и мелкие позвоночные животные.
В ходе исследования, опубликованном в Australian Journal of Zoology, Wotherspoon и Burgin выявили, что в индивидуальном развитии бородатых ящериц происходит переход от полностью насекомоядного рациона у неполовозрелых особей к всеядному у взрослых, при этом доля растительной пищи в рационе была выше у ящериц с бо́льшими размерами, а также у самцов по сравнению с самками.

## Враги
Описан случай поедания бородатой ящерицы седобородой пустельгой.

## Содержание в неволе
В неволе бородатые агамы с удовольствием едят сверчков, тараканов, мучных червей и других насекомых. Источником животного белка для ящериц могут стать и улитки, птичьи яйца, мелкие грызуны. А среди сочных кормов бородатой агаме полезны различные тертые овощи и фрукты – морковь, яблоки, капуста, груши, бананы, помидоры, огурцы, бобы, листья салата и одуванчика. Заводчики рекомендуют складывать этот корм в специальные невысокие, но широкие миски, а когда ящерица насытится, вынимать их из террариума. И все же основную долю в рационе бородатой агамы занимает животная пища. Для молодых ящериц рекомендуется аналогичное кормление, только меньшими порциями. Количество приемов пищи у бородатой агамы должно составлять как минимум один раз в два дня, и лучше разнообразить даваемые ей продукты. В поилке обязательно должна быть постоянно чистая вода.
В домашних условиях размножение агам бородатых подчиняется определённым правилам. Брачный период у ящериц наступает после окончания зимовки. Их готовят к этому, подкармливая специальными препаратами с витамином «Е». И когда самцы «одеваются» в яркий брачный наряд, их подсаживают к самкам. У самцов агам бородатых тоже есть свои церемонии привлечения «девочек». Они демонстрируют им яркий цвет своей шеи, приподнимаются на лапах и как бы кивают. А самки отвечают им похожим киванием и движениями хвоста. Затем наступает время брачных преследований. Самец бородатой агамы ловит самку и, прихватив её зубами, приступает к спариванию.

## Природоохранный статус
Вид широко распространён и считается обычным, в связи с чем Международный союз охраны природы отнёс его к категории «вызывающих наименьшие опасения». Он может испытывать сокращение мест обитания в результате расчистки земель и выпаса скота, хотя сохраняется даже в сильно изменённых местообитаниях.